# Sean Patrick Flanery
Sean Patrick Flanery (Lake Charles, 11 oktober 1965) is een Amerikaans acteur, bekend van rollen als Connor MacManus in The Boondock Saints, Greg Stillson in The Dead Zone, Jeremy “Powder” Reed in Powder, Indiana Jones in The Young Indiana Jones Chronicles en Bobby Dagen in Saw 3D. Hij speelt de hoofdrol in The Devil's Carnival, een kortfilm uit 2012.

## Vroeg leven
Flanery is geboren te Lake Charles, Louisiana en groeide op in Houston, Texas. Na zijn schooltijd in Awty International School studeerde hij af in Dullas High School in Sugar Land en ging naar de University of St. Thomas in Houston.

## Carrière
Flanery begon te acteren tijdens zijn hogere studies na een acteerles om een meisje te ontmoeten op wie hij verliefd was. Later verhuisde hij naar Los Angeles om zijn carrière als acteur te verwezenlijken. Sinds 1988 speelde hij mee in meer dan 53 films waaronder Powder, Simply Irresistible en D-Tox. Hij is het bekendst voor zijn rol van Connor MacManus in The Boondock Saints en Indiana Jones in The Young Indiana Jones Chronicles.
Hij had een kleine rol als Orlin in de tv-reeks Stargate SG-1 tijdens de aflevering "Ascension" en verscheen in The Dead Zone als vicepresident Greg Stillson. In maart 2010 speelde hij de hoofdrol in de sciencefiction-/horrorfilm Mongolian Death Worm. Hij had een ondersteunende rol in Saw 3D. Flanery verscheen in de muziekvideo "Howlin For You" van The Black Keys, die uitkwam op 10 februari 2011. In april ging hij naar de CBS soap The Young and the Restless, om de rol te spelen van Sam, Sharon Newmans vriend.

## Persoonlijk
Flanery heeft een zwarte band (verkregen 4 mei 2008) in Braziliaans jiujitsu en een zwarte band in karate. Hij heeft een hond, Donut, genoemd naar de donuts die ze verslond kort nadat Flanery haar adopteerde. Hij won de Toyota Pro-Celebrity Race van 1997 op de Toyota Grand Prix van Long Beach. Tijdens de race in 1998 dwong de Alfonso Ribeiro regel hem om zijn titel te verdedigen als een professioneel coureur onder TGPLB regels. Hij won de race.

## Filmografie
| Jaar | Titel                                                      | Rol                  |
| ---- | ---------------------------------------------------------- | -------------------- |
| 1987 | A Tiger's Tale                                             | Buddy                |
| 1993 | Kingdom Come                                               |                      |
| 1994 | Frank & Jesse                                              | Zack Murphy          |
| 1995 | The Grass Harp                                             | Riley Henderson      |
| 1995 | Raging Angels                                              | Chris                |
| 1995 | Powder                                                     | Jeremy 'Powder' Reed |
| 1996 | Just Your Luck                                             | Ray                  |
| 1996 | The Method                                                 | Christian            |
| 1996 | Eden                                                       | Dave Edgerton        |
| 1997 | Pale Saints                                                | Louis                |
| 1997 | Suicide Kings                                              | Max Minot            |
| 1997 | Best Men                                                   | Billy Phillips       |
| 1998 | Girl                                                       | Todd Sparrow         |
| 1998 | Zach and Reba                                              | Zack Blanton         |
| 1999 | Simply Irresistible                                        | Tom Bartlett         |
| 1999 | The Boondock Saints                                        | Connor MacManus      |
| 1999 | Body Shots                                                 | Rick Hamilton        |
| 2002 | Kiss the Bride                                             | Tom Terranova        |
| 2002 | Con Express                                                | Alex Brooks          |
| 2002 | D-Tox                                                      | Conner               |
| 2002 | Lone Hero                                                  | John                 |
| 2002 | Borderline                                                 | Ed Baikman           |
| 2004 | The Gunman                                                 | Ben Simms            |
| 2005 | The Storyteller                                            | John                 |
| 2005 | Demon Hunter                                               | Jake Greyman         |
| 2007 | The Insatiable                                             | Harry Balbo          |
| 2007 | Veritas, Prince of Truth                                   | Veritas              |
| 2007 | Ten Inch Hero                                              | Noah                 |
| 2007 | The Adventures of Young Indiana Jones: Love's Sweet Song   | Indiana Jones        |
| 2007 | The Adventures of Young Indiana Jones: Demons of Deception | Indiana Jones        |
| 2007 | The Adventures of Young Indiana Jones: Espionage Escapade  | Indiana Jones        |
| 2008 | The Adventures of Young Indiana Jones: Winds of Change     | Indiana Jones        |
| 2008 | Crystal River                                              | Clay Arrendal        |
| 2009 | Deadly Impact                                              | Tom Armstrong        |
| 2009 | The Whole Truth                                            | Gary Langston        |
| 2009 | The Boondock Saints II: All Saints Day                     | Connor MacManus      |
| 2009 | Sinners & Saints                                           | Colin                |
| 2010 | Scavengers                                                 | Captain Jekel        |
| 2010 | Saw 3D                                                     | Bobby Dagen          |
| 2011 | InSight                                                    | Det. Peter Rafferty  |
| 2012 | The Devil's Carnival                                       | John                 |

| Jaar       | Titel                                                                | Rol                                          |
| ---------- | -------------------------------------------------------------------- | -------------------------------------------- |
| 1990       | Just Perfect                                                         |                                              |
| 1990       | My Life as a Babysitter                                              |                                              |
| 1992– 1993 | The Young Indiana Jones Chronicles                                   | Indiana Jones                                |
| 1993       | The Accident                                                         | The Driver                                   |
| 1994       | Guinevere                                                            | King Arthur                                  |
| 1994       | The Adventures of Young Indiana Jones: Hollywood Follies             | Young Indiana Jones                          |
| 1995       | The Adventures of Young Indiana Jones: Treasure of the Peacock's Eye | Young Indiana Jones                          |
| 1995       | The Adventures of Young Indiana Jones: Attack of the Hawkmen         | Indiana Jones                                |
| 1996       | The Adventures of Young Indiana Jones: Travels with Father           | Indiana Jones (age 20)                       |
| 1999– 2000 | The Strip                                                            | Elvis Ford                                   |
| 2000       | Run the Wild Fields                                                  | Tom Walker                                   |
| 2000       | The Outer Limits                                                     | Eric                                         |
| 2001       | The Diamond Hunters                                                  | Johnny Lance                                 |
| 2001       | Acceptable Risk                                                      | Bobby                                        |
| 2001       | Stargate SG-1                                                        | Orlin                                        |
| 2001       | Touched by an Angel                                                  | Daniel Lee Corbitt                           |
| 2002       | Charmed                                                              | Adam                                         |
| 2002– 2007 | Stephen King's Dead Zone                                             | Greg Stillson / Vice President Greg Stillson |
| 2003       | Then Came Jones                                                      | Sheriff Ben Jones                            |
| 2003       | The Twilight Zone                                                    | Dr. Paul Thorson                             |
| 2004       | Dead Lawyers                                                         | Jimmy Blake                                  |
| 2004       | 30 Days Until I'm Famous                                             | Cole Thompson                                |
| 2005       | Into the Fire                                                        | Walter Harwig, Jr.                           |
| 2006       | Savage Planet                                                        | Randall Cain                                 |
| 2006       | Secrets of a Small Town                                              | Jimmy Lee Daniels                            |
| 2006       | CSI: Crime Scene Investigation                                       | The Big Hombre                               |
| 2006       | Masters of Horror                                                    | Sheriff Kevin Reddle                         |
| 2007       | KAW                                                                  | Wayne                                        |
| 2007       | Numb3rs                                                              | Jeff Upchurch                                |
| 2009       | Criminal Minds                                                       | Darrin Call                                  |
| 2010       | Mongolian Death Worm                                                 | Daniel                                       |
| 2011       | The Young and the Restless                                           | Sam Gibson                                   |
| 2011       | A Crush on You                                                       | Ben Martin                                   |
| 2013       | Dexter                                                               | Detective Jacob Elway                        |